# Paris-Roubaix Femmes 2024
La 4a edició de la Paris-Roubaix Femmes es va celebrar el 6 d'abril de 2024 sobre un recorregut de 148,5 quilòmetres, 29,2 dels quals de llambordes. Formava part del circuit UCI Women's World Tour 2024. La belga Lotte Kopecky (SD-Worx-Protime) en fou la vencedora.

## Recorregut
El recorregut de la prova era molt semblant al de l'edició precedent, amb sortida a Deinan i arribada al velòdrom de Roubaix. Presentava una única modificació inicial que suposava afegir-hi 3 quilòmetres, per arribar als 148,5 quilòmetres totals. D'aquesta manera, segons l'organització, s'evitava passar per un tram de llambordes molt complicat (la Trouée d'Arenberg) a l'inici, amb el pilot compacte i a molta velocitat. Per tant, aquest tram icònic de llambordes seguia sense formar part de la prova femenina, a diferència de la masculina. La quantitat de llambordes es va mantenir inalterada, representant 29,2 quilòmetres de distància repartits en 17 trams que corresponen al mateix final que la cursa masculina, amb els trams icònics de màxima dificultat de Mons-en-Pévèle i el Carrefour de l'Arbre.

## Equips
| UCI Women's WorldTeams (15)- Roland - Movistar Team - AG Insurance-Soudal Team - Uno-X Mobility - Liv AlUla Jayco - UAE Team ADQ - Ceratizit-WNT Pro Cycling - FDJ-Suez - Team DSM-Firmenich PostNL - Canyon-SRAM Racing - Lidl-Trek - Team Visma \| Lease a Bike - SD Worx-Protime - Fenix-Deceuninck - Human Powered Health UCI Women's continental teams (9)- Winspace - Team Komugi-Grand Est - Team Coop-Repsol - VolkerWessels - Arkea-B&B Hotels women - Lifeplus Wahoo - Cofidis - St Michel-Mavic-Auber93 - EF Education-Cannondale |
| |

## Favorites
La campiona del món, Lotte Kopecky, vencedora a la Strade Bianche i una bona classicòmana era considerada la principal favorita. Marianne Vos, que acabava de celebrar la seva 250a victòria i s'havia imposat a l'Omloop Het Nieuwsblad i a l'A través de Flandes, també semblava en una situació ideal per a guanyar una prova que encara no havia aconseguit. D'altra banda, el Lidl-Trek s'havia mostrat molt fort durant les clàssiques de primavera, fent un treball en equip molt bo; però tenien l'absència d'Elisa Longo Borghini, motiu pel qual, Elisa Balsamo havia de liderar l'equip. Finalment, no es podia descartar Lorena Wiebes, Pfeiffer Georgi o la vencedora de l'anterior edició, Alison Jackson.

## Desenvolupament de la cursa
Després de donar dues voltes al circuit de Denain, hi havia força tensió al pilot, fet que provocà diverses caigudes, incloent-ne una de la vigent guanyadora, Alison Jackson, i les primeres atacants no aconseguiren reeixir fins que, al quilòmetre 15, Victoire Joncheray (Komugi-Grand Est) aconseguí distanciar-se i arribà a tenir 1'50'' de marge després de 25 km; però el pilot l'atrapà uns 30 quilòmetres abans del primer sector de llambordes.
Un cop iniciats aquests, Lotte Kopecky (SD Worx-Protime) fou la ciclista més activa ja que intentà seleccionar el pilot amb acceleracions constants. Finalment, un grup de sis ciclistes va entrar al velòdrom de Roubaix, on la belga, vigent campiona del món en carretera i en pista, va aprofitar al màxim la seva potència per superar Elisa Balsamo (Lidl-Trek) i Pfeiffer Georgi (DSM-Firmenich PostNL), amb Marianne Vos (Team Visma | Lease a Bike) i Amber Kraak (FDJ-Suez) acabant quarta i cinquena, respectivament.

## Classificació

### Classificació general
| \| Classificació general \| Classificació general \| Classificació general \| Classificació general \| Classificació general \| \| Ciclista \| Ciclista \| Equip \| Temps \| \| \| --------------------- \| --------------------- \| -------------------------- \| --------------------- \| --------------------- \| \| 1r \| Lotte Kopecky \| SD Worx-Protime \| 3h 47' 13" \| \| \| 2n \| Elisa Balsamo \| Lidl-Trek \| + 0" \| \| \| 3r \| Pfeiffer Georgi \| Team dsm-firmenich PostNL \| + 0" \| \| \| 4t \| Marianne Vos \| Team Visma \\| Lease a Bike \| + 0" \| \| \| 5è \| Amber Kraak \| FDJ-Suez \| + 0" \| \| \| 6è \| Ellen van Dijk \| Lidl-Trek \| + 6" \| \| \| 7è \| Lorena Wiebes \| SD Worx-Protime \| + 28" \| \| \| 8è \| Victoire Berteau \| Cofidis \| + 28" \| \| \| 9è \| Marie Le Net \| FDJ-Suez \| + 28" \| \| \| 10è \| Kimberley Le Court \| AG Insurance-Soudal Team \| + 28" \| \| |                    |                            |            |
| |                    |                            |            |
| Font: ProCyclingStats |                    |                            |            |
| Classificació general |                    |                            |            |
| Ciclista | Ciclista           | Equip                      | Temps      |
| 1r | Lotte Kopecky      | SD Worx-Protime            | 3h 47' 13" |
| 2n | Elisa Balsamo      | Lidl-Trek                  | + 0"       |
| 3r | Pfeiffer Georgi    | Team dsm-firmenich PostNL  | + 0"       |
| 4t | Marianne Vos       | Team Visma \| Lease a Bike | + 0"       |
| 5è | Amber Kraak        | FDJ-Suez                   | + 0"       |
| 6è | Ellen van Dijk     | Lidl-Trek                  | + 6"       |
| 7è | Lorena Wiebes      | SD Worx-Protime            | + 28"      |
| 8è | Victoire Berteau   | Cofidis                    | + 28"      |
| 9è | Marie Le Net       | FDJ-Suez                   | + 28"      |
| 10è | Kimberley Le Court | AG Insurance-Soudal Team   | + 28"      |

## Llista de les participants
| EF Education-Cannondale EFC | EF Education-Cannondale EFC | EF Education-Cannondale EFC |
| --------------------------- | --------------------------- | --------------------------- |
| Núm                         | Ciclista                    | Pos                         |
| 1                           | Alison Jackson (CAN) (ruta) | 27è                         |
| 2                           | Letizia Borghesi (ITA)      | 13è                         |
| 3                           | Lotta Henttala (FIN)        | DNF                         |
| 4                           | Nina Kessler (NED)          | 56è                         |
| 5                           | Coryn Labecki (USA)         | 81è                         |
| 6                           | Noemi Rüegg (SUI)           | 88è                         |

| Human Powered Health HPH | Human Powered Health HPH  | Human Powered Health HPH |
| ------------------------ | ------------------------- | ------------------------ |
| Núm                      | Ciclista                  | Pos                      |
| 11                       | Katia Ragusa (ITA)        | 53è                      |
| 12                       | Audrey Cordon-Ragot (FRA) | 50è                      |
| 13                       | Maëlle Grossetête (FRA)   | 34è                      |
| 14                       | Romy Kasper (GER)         | 38è                      |
| 15                       | Lily Williams (USA)       | 45è                      |
| 16                       | Alice Wood (GBR)          | 73è                      |

| Fenix-Deceuninck FED | Fenix-Deceuninck FED          | Fenix-Deceuninck FED |
| -------------------- | ----------------------------- | -------------------- |
| Núm                  | Ciclista                      | Pos                  |
| 21                   | Marthe Truyen (BEL)           | 20è                  |
| 22                   | Sanne Cant (BEL)              | 63è                  |
| 23                   | Millie Couzens (GBR)          | 82è                  |
| 24                   | Julie De Wilde (BEL)          | 62è                  |
| 25                   | Evy Kuijpers (NED)            | 15è                  |
| 26                   | Christina Schweinberger (AUT) | 17è                  |

| SD Worx-Protime SDW | SD Worx-Protime SDW            | SD Worx-Protime SDW |
| ------------------- | ------------------------------ | ------------------- |
| Núm                 | Ciclista                       | Pos                 |
| 31                  | Lotte Kopecky (BEL) (ruta)     | 1r                  |
| 32                  | Elena Cecchini (ITA)           | 44è                 |
| 33                  | Barbara Guarischi (ITA)        | DNF                 |
| 34                  | Christine Majerus (LUX) (ruta) | 85è                 |
| 35                  | Femke Markus (NED)             | 48è                 |
| 36                  | Lorena Wiebes (NED)            | 7è                  |

| St Michel-Mavic-Auber 93 AUB | St Michel-Mavic-Auber 93 AUB | St Michel-Mavic-Auber 93 AUB |
| ---------------------------- | ---------------------------- | ---------------------------- |
| Núm                          | Ciclista                     | Pos                          |
| 41                           | Alison Avoine (FRA)          | 79è                          |
| 42                           | Roxane Fournier (FRA)        | FC                           |
| 43                           | Célia Le Mouel (FRA)         | DNF                          |
| 44                           | Margot Pompanon (FRA)        | 94è                          |
| 45                           | Elyne Roussel (FRA)          | FC                           |
| 46                           | Camille Fahy (FRA)           | DNF                          |

| Team Visma \| Lease a Bike TVL | Team Visma \| Lease a Bike TVL | Team Visma \| Lease a Bike TVL |
| ------------------------------ | ------------------------------ | ------------------------------ |
| Núm                            | Ciclista                       | Pos                            |
| 51                             | Marianne Vos (NED)             | 4t                             |
| 52                             | Lieke Nooijen (NED)            | 19è                            |
| 53                             | Linda Riedmann (GER)           | 47è                            |
| 54                             | Nienke Veenhoven (NED)         | 74è                            |
| 55                             | Margaux Vigie (FRA)            | 35è                            |
| 56                             | Sophie von Berswordt (NED)     | 14è                            |

| Lidl-Trek LTK | Lidl-Trek LTK           | Lidl-Trek LTK |
| ------------- | ----------------------- | ------------- |
| Núm           | Ciclista                | Pos           |
| 61            | Elisa Balsamo (ITA)     | 2n            |
| 62            | Elynor Bäckstedt (GBR)  | 65è           |
| 63            | Lucinda Brand (NED)     | DNF           |
| 64            | Lauretta Hanson (AUS)   | 66è           |
| 65            | Ilaria Sanguineti (ITA) | 70è           |
| 66            | Ellen van Dijk (NED)    | 6è            |

| Canyon-SRAM Racing CSR | Canyon-SRAM Racing CSR         | Canyon-SRAM Racing CSR |
| ---------------------- | ------------------------------ | ---------------------- |
| Núm                    | Ciclista                       | Pos                    |
| 71                     | Elise Chabbey (SUI)            | 11è                    |
| 72                     | Zoe Bäckstedt (GBR)            | 16è                    |
| 73                     | Tiffany Cromwell (AUS)         | 24è                    |
| 74                     | Soraya Paladin (ITA)           | 64è                    |
| 75                     | Agnieszka Skalniak-Sójka (POL) | NP                     |
| 76                     | Alice Towers (GBR)             | 58è                    |

| Team dsm-firmenich PostNL DFP | Team dsm-firmenich PostNL DFP | Team dsm-firmenich PostNL DFP |
| ----------------------------- | ----------------------------- | ----------------------------- |
| Núm                           | Ciclista                      | Pos                           |
| 81                            | Pfeiffer Georgi (GBR) (ruta)  | 3r                            |
| 82                            | Rachele Barbieri (ITA)        | 29è                           |
| 83                            | Daniek Hengeveld (NED)        | 87è                           |
| 84                            | Franziska Koch (GER)          | 32è                           |
| 85                            | Charlotte Kool (NED)          | 90è                           |
| 86                            | Josie Nelson (GBR)            | 89è                           |

| FDJ-Suez FST | FDJ-Suez FST          | FDJ-Suez FST |
| ------------ | --------------------- | ------------ |
| Núm          | Ciclista              | Pos          |
| 91           | Grace Brown (AUS)     | 61è          |
| 92           | Amber Kraak (NED)     | 5è           |
| 93           | Marie Le Net (FRA)    | 9è           |
| 94           | Gladys Verhulst (FRA) | 12è          |
| 95           | Alessia Vigilia (ITA) | 25è          |
| 96           | Jade Wiel (FRA)       | 28è          |

| Ceratizit-WNT Pro Cycling WNT | Ceratizit-WNT Pro Cycling WNT | Ceratizit-WNT Pro Cycling WNT |
| ----------------------------- | ----------------------------- | ----------------------------- |
| Núm                           | Ciclista                      | Pos                           |
| 101                           | Marta Lach (POL)              | 22è                           |
| 102                           | Sandra Alonso Domínguez (ESP) | 68è                           |
| 103                           | Nina Berton (LUX)             | 40è                           |
| 104                           | Mylene de Zoete (NED)         | 86è                           |
| 105                           | Arianna Fidanza (ITA)         | DNF                           |
| 106                           | Kathrin Schweinberger (AUT)   | 33è                           |

| UAE Team ADQ UAD | UAE Team ADQ UAD                 | UAE Team ADQ UAD |
| ---------------- | -------------------------------- | ---------------- |
| Núm              | Ciclista                         | Pos              |
| 111              | Chiara Consonni (ITA)            | 30è              |
| 112              | Anastasia Carbonari (LAT) (ruta) | 97è              |
| 113              | Elizabeth Holden (GBR)           | 67è              |
| 114              | Karolina Kumięga (POL)           | DNF              |

| Liv AlUla Jayco LAJ | Liv AlUla Jayco LAJ       | Liv AlUla Jayco LAJ |
| ------------------- | ------------------------- | ------------------- |
| Núm                 | Ciclista                  | Pos                 |
| 121                 | Letizia Paternoster (ITA) | 21è                 |
| 122                 | Teniel Campbell (TTO)     | 39è                 |
| 123                 | Georgie Howe (AUS)        | 60è                 |
| 124                 | Jeanne Korevaar (NED)     | 36è                 |
| 125                 | Amber Pate (AUS)          | 43è                 |
| 126                 | Silke Smulders (NED)      | DNF                 |

| Uno-X Mobility UXM | Uno-X Mobility UXM              | Uno-X Mobility UXM |
| ------------------ | ------------------------------- | ------------------ |
| Núm                | Ciclista                        | Pos                |
| 131                | Maria Giulia Confalonieri (ITA) | 26è                |
| 132                | Anniina Ahtosalo (FIN) (ruta)   | 54è                |
| 133                | Susanne Andersen (NOR) (ruta)   | 23è                |
| 134                | Amalie Dideriksen (DEN)         | 31è                |
| 135                | Rebecca Koerner (DEN) (ruta)    | 96è                |

| AG Insurance-Soudal Team AGS | AG Insurance-Soudal Team AGS | AG Insurance-Soudal Team AGS |
| ---------------------------- | ---------------------------- | ---------------------------- |
| Núm                          | Ciclista                     | Pos                          |
| 141                          | Kimberley Le Court (MRI)     | 10è                          |
| 142                          | Maaike Boogaard (NED)        | NP                           |
| 143                          | Anya Louw (AUS)              | 57è                          |
| 144                          | Ilse Pluimers (NED)          | 41è                          |
| 145                          | Maud Rijnbeek (NED)          | 42è                          |

| Cofidis COF | Cofidis COF                   | Cofidis COF |
| ----------- | ----------------------------- | ----------- |
| Núm         | Ciclista                      | Pos         |
| 151         | Victoire Berteau (FRA) (ruta) | 8è          |
| 152         | Alana Castrique (BEL)         | 95è         |
| 153         | Valentine Fortin (FRA)        | 46è         |
| 154         | Sarah Roy (AUS)               | 69è         |
| 155         | Josie Talbot (AUS)            | 59è         |
| 156         | Kirstie van Haaften (NED)     | FC          |

| Lifeplus Wahoo LPW | Lifeplus Wahoo LPW           | Lifeplus Wahoo LPW |
| ------------------ | ---------------------------- | ------------------ |
| Núm                | Ciclista                     | Pos                |
| 161                | Eluned King (GBR)            | 76è                |
| 162                | Kristýna Burlová (CZE)       | 93è                |
| 163                | Alicia González Blanco (ESP) | 49è                |
| 164                | Maddie Leech (GBR)           | 84è                |
| 165                | Kaja Rysz (POL)              | 83è                |
| 166                | Babette van der Wolf (NED)   | 77è                |

| Movistar Team MOV | Movistar Team MOV                     | Movistar Team MOV |
| ----------------- | ------------------------------------- | ----------------- |
| Núm               | Ciclista                              | Pos               |
| 171               | Emma Norsgaard (DEN)                  | DNF               |
| 172               | Aude Biannic (FRA)                    | DNF               |
| 173               | Sheyla Gutiérrez Ruiz (ESP)           | DNF               |
| 174               | Laura Ruiz Pérez (ESP)                | FC                |
| 175               | Lucia Ruiz Pérez (ESP)                | 80è               |
| 176               | Arlenis Sierra Cañadilla (CUB) (ruta) | 18è               |

| Arkéa-B&B Hotels Women ARK | Arkéa-B&B Hotels Women ARK    | Arkéa-B&B Hotels Women ARK |
| -------------------------- | ----------------------------- | -------------------------- |
| Núm                        | Ciclista                      | Pos                        |
| 181                        | Marie Morgane le Deunff (FRA) | DNF                        |
| 182                        | Danielle De Francesco (AUS)   | FC                         |
| 183                        | Emilia Fahlin (SWE) (ruta)    | DNF                        |
| 184                        | Amandine Fouquenet (FRA)      | 55è                        |
| 185                        | Anaïs Morichon (FRA)          | DNF                        |
| 186                        | Maurène Trégouët (FRA)        | DNF                        |

| VolkerWessels VWT | VolkerWessels VWT       | VolkerWessels VWT |
| ----------------- | ----------------------- | ----------------- |
| Núm               | Ciclista                | Pos               |
| 191               | Femke Beuling (NED)     | FC                |
| 192               | Meis Poland (NED)       | FC                |
| 193               | Scarlett Souren (NED)   | 52è               |
| 194               | Lisa Van Helvoirt (NED) | DNF               |
| 195               | Sofie van Rooijen (NED) | 51è               |
| 196               | Marith Vanhove (BEL)    | FC                |

| Roland CGS | Roland CGS                   | Roland CGS |
| ---------- | ---------------------------- | ---------- |
| Núm        | Ciclista                     | Pos        |
| 201        | Maggie Coles-Lyster (CAN)    | DNF        |
| 202        | Sofia Collinelli (ITA)       | FC         |
| 203        | Nathalie Eklund (SWE)        | DNF        |
| 204        | Nguyễn Thị Thật (VIE) (ruta) | DNF        |
| 205        | Sylvie Swinkels (NED)        | FC         |
| 206        | Giorgia Vettorello (ITA)     | FC         |

| Winspace WIN | Winspace WIN             | Winspace WIN |
| ------------ | ------------------------ | ------------ |
| Núm          | Ciclista                 | Pos          |
| 211          | Constance Valentin (FRA) | 91è          |
| 212          | Julia Aubry (FRA)        | DNF          |
| 213          | Floraine Bernard (FRA)   | FC           |
| 214          | Aurela Nerlo (POL)       | FC           |
| 215          | Tang Xin (CHN)           | FC           |
| 216          | Luyao Zeng (CHN)         |              |

| Team Coop-Repsol HPU | Team Coop-Repsol HPU    | Team Coop-Repsol HPU |
| -------------------- | ----------------------- | -------------------- |
| Núm                  | Ciclista                | Pos                  |
| 221                  | April Tacey (GBR)       | 72è                  |
| 222                  | Camilla Ranes Bye (NOR) | 37è                  |
| 223                  | Monica Greenwood (GBR)  | 78è                  |
| 224                  | Stina Kagevi (SWE)      | FC                   |
| 225                  | Aidi Gerde Tuisk (EST)  | FC                   |
| 226                  | Eline Van Rooijen (NED) | 71è                  |

| Team Komugi-Grand Est GEK | Team Komugi-Grand Est GEK | Team Komugi-Grand Est GEK |
| ------------------------- | ------------------------- | ------------------------- |
| Núm                       | Ciclista                  | Pos                       |
| 231                       | Laury Milette (CAN)       | 75è                       |
| 232                       | Fabienne Buri (SUI)       | FC                        |
| 233                       | Victoire Joncheray (FRA)  | FC                        |
| 234                       | Eliska Kvasnickova (CZE)  | 92è                       |
| 235                       | Silvia Magri (ITA)        | FC                        |
| 236                       | Josephine Peloquin (CAN)  | FC                        |

| EF Education-Cannondale EFC | EF Education-Cannondale EFC | EF Education-Cannondale EFC |
| --------------------------- | --------------------------- | --------------------------- |
| Núm                         | Ciclista                    | Pos                         |
| 1                           | Alison Jackson (CAN) (ruta) | 27è                         |
| 2                           | Letizia Borghesi (ITA)      | 13è                         |
| 3                           | Lotta Henttala (FIN)        | DNF                         |
| 4                           | Nina Kessler (NED)          | 56è                         |
| 5                           | Coryn Labecki (USA)         | 81è                         |
| 6                           | Noemi Rüegg (SUI)           | 88è                         |

| Human Powered Health HPH | Human Powered Health HPH  | Human Powered Health HPH |
| ------------------------ | ------------------------- | ------------------------ |
| Núm                      | Ciclista                  | Pos                      |
| 11                       | Katia Ragusa (ITA)        | 53è                      |
| 12                       | Audrey Cordon-Ragot (FRA) | 50è                      |
| 13                       | Maëlle Grossetête (FRA)   | 34è                      |
| 14                       | Romy Kasper (GER)         | 38è                      |
| 15                       | Lily Williams (USA)       | 45è                      |
| 16                       | Alice Wood (GBR)          | 73è                      |

| Fenix-Deceuninck FED | Fenix-Deceuninck FED          | Fenix-Deceuninck FED |
| -------------------- | ----------------------------- | -------------------- |
| Núm                  | Ciclista                      | Pos                  |
| 21                   | Marthe Truyen (BEL)           | 20è                  |
| 22                   | Sanne Cant (BEL)              | 63è                  |
| 23                   | Millie Couzens (GBR)          | 82è                  |
| 24                   | Julie De Wilde (BEL)          | 62è                  |
| 25                   | Evy Kuijpers (NED)            | 15è                  |
| 26                   | Christina Schweinberger (AUT) | 17è                  |

| SD Worx-Protime SDW | SD Worx-Protime SDW            | SD Worx-Protime SDW |
| ------------------- | ------------------------------ | ------------------- |
| Núm                 | Ciclista                       | Pos                 |
| 31                  | Lotte Kopecky (BEL) (ruta)     | 1r                  |
| 32                  | Elena Cecchini (ITA)           | 44è                 |
| 33                  | Barbara Guarischi (ITA)        | DNF                 |
| 34                  | Christine Majerus (LUX) (ruta) | 85è                 |
| 35                  | Femke Markus (NED)             | 48è                 |
| 36                  | Lorena Wiebes (NED)            | 7è                  |

| St Michel-Mavic-Auber 93 AUB | St Michel-Mavic-Auber 93 AUB | St Michel-Mavic-Auber 93 AUB |
| ---------------------------- | ---------------------------- | ---------------------------- |
| Núm                          | Ciclista                     | Pos                          |
| 41                           | Alison Avoine (FRA)          | 79è                          |
| 42                           | Roxane Fournier (FRA)        | FC                           |
| 43                           | Célia Le Mouel (FRA)         | DNF                          |
| 44                           | Margot Pompanon (FRA)        | 94è                          |
| 45                           | Elyne Roussel (FRA)          | FC                           |
| 46                           | Camille Fahy (FRA)           | DNF                          |

| Team Visma \| Lease a Bike TVL | Team Visma \| Lease a Bike TVL | Team Visma \| Lease a Bike TVL |
| ------------------------------ | ------------------------------ | ------------------------------ |
| Núm                            | Ciclista                       | Pos                            |
| 51                             | Marianne Vos (NED)             | 4t                             |
| 52                             | Lieke Nooijen (NED)            | 19è                            |
| 53                             | Linda Riedmann (GER)           | 47è                            |
| 54                             | Nienke Veenhoven (NED)         | 74è                            |
| 55                             | Margaux Vigie (FRA)            | 35è                            |
| 56                             | Sophie von Berswordt (NED)     | 14è                            |

| Lidl-Trek LTK | Lidl-Trek LTK           | Lidl-Trek LTK |
| ------------- | ----------------------- | ------------- |
| Núm           | Ciclista                | Pos           |
| 61            | Elisa Balsamo (ITA)     | 2n            |
| 62            | Elynor Bäckstedt (GBR)  | 65è           |
| 63            | Lucinda Brand (NED)     | DNF           |
| 64            | Lauretta Hanson (AUS)   | 66è           |
| 65            | Ilaria Sanguineti (ITA) | 70è           |
| 66            | Ellen van Dijk (NED)    | 6è            |

| Canyon-SRAM Racing CSR | Canyon-SRAM Racing CSR         | Canyon-SRAM Racing CSR |
| ---------------------- | ------------------------------ | ---------------------- |
| Núm                    | Ciclista                       | Pos                    |
| 71                     | Elise Chabbey (SUI)            | 11è                    |
| 72                     | Zoe Bäckstedt (GBR)            | 16è                    |
| 73                     | Tiffany Cromwell (AUS)         | 24è                    |
| 74                     | Soraya Paladin (ITA)           | 64è                    |
| 75                     | Agnieszka Skalniak-Sójka (POL) | NP                     |
| 76                     | Alice Towers (GBR)             | 58è                    |

| Team dsm-firmenich PostNL DFP | Team dsm-firmenich PostNL DFP | Team dsm-firmenich PostNL DFP |
| ----------------------------- | ----------------------------- | ----------------------------- |
| Núm                           | Ciclista                      | Pos                           |
| 81                            | Pfeiffer Georgi (GBR) (ruta)  | 3r                            |
| 82                            | Rachele Barbieri (ITA)        | 29è                           |
| 83                            | Daniek Hengeveld (NED)        | 87è                           |
| 84                            | Franziska Koch (GER)          | 32è                           |
| 85                            | Charlotte Kool (NED)          | 90è                           |
| 86                            | Josie Nelson (GBR)            | 89è                           |

| FDJ-Suez FST | FDJ-Suez FST          | FDJ-Suez FST |
| ------------ | --------------------- | ------------ |
| Núm          | Ciclista              | Pos          |
| 91           | Grace Brown (AUS)     | 61è          |
| 92           | Amber Kraak (NED)     | 5è           |
| 93           | Marie Le Net (FRA)    | 9è           |
| 94           | Gladys Verhulst (FRA) | 12è          |
| 95           | Alessia Vigilia (ITA) | 25è          |
| 96           | Jade Wiel (FRA)       | 28è          |

| Ceratizit-WNT Pro Cycling WNT | Ceratizit-WNT Pro Cycling WNT | Ceratizit-WNT Pro Cycling WNT |
| ----------------------------- | ----------------------------- | ----------------------------- |
| Núm                           | Ciclista                      | Pos                           |
| 101                           | Marta Lach (POL)              | 22è                           |
| 102                           | Sandra Alonso Domínguez (ESP) | 68è                           |
| 103                           | Nina Berton (LUX)             | 40è                           |
| 104                           | Mylene de Zoete (NED)         | 86è                           |
| 105                           | Arianna Fidanza (ITA)         | DNF                           |
| 106                           | Kathrin Schweinberger (AUT)   | 33è                           |

| UAE Team ADQ UAD | UAE Team ADQ UAD                 | UAE Team ADQ UAD |
| ---------------- | -------------------------------- | ---------------- |
| Núm              | Ciclista                         | Pos              |
| 111              | Chiara Consonni (ITA)            | 30è              |
| 112              | Anastasia Carbonari (LAT) (ruta) | 97è              |
| 113              | Elizabeth Holden (GBR)           | 67è              |
| 114              | Karolina Kumięga (POL)           | DNF              |

| Liv AlUla Jayco LAJ | Liv AlUla Jayco LAJ       | Liv AlUla Jayco LAJ |
| ------------------- | ------------------------- | ------------------- |
| Núm                 | Ciclista                  | Pos                 |
| 121                 | Letizia Paternoster (ITA) | 21è                 |
| 122                 | Teniel Campbell (TTO)     | 39è                 |
| 123                 | Georgie Howe (AUS)        | 60è                 |
| 124                 | Jeanne Korevaar (NED)     | 36è                 |
| 125                 | Amber Pate (AUS)          | 43è                 |
| 126                 | Silke Smulders (NED)      | DNF                 |

| Uno-X Mobility UXM | Uno-X Mobility UXM              | Uno-X Mobility UXM |
| ------------------ | ------------------------------- | ------------------ |
| Núm                | Ciclista                        | Pos                |
| 131                | Maria Giulia Confalonieri (ITA) | 26è                |
| 132                | Anniina Ahtosalo (FIN) (ruta)   | 54è                |
| 133                | Susanne Andersen (NOR) (ruta)   | 23è                |
| 134                | Amalie Dideriksen (DEN)         | 31è                |
| 135                | Rebecca Koerner (DEN) (ruta)    | 96è                |

| AG Insurance-Soudal Team AGS | AG Insurance-Soudal Team AGS | AG Insurance-Soudal Team AGS |
| ---------------------------- | ---------------------------- | ---------------------------- |
| Núm                          | Ciclista                     | Pos                          |
| 141                          | Kimberley Le Court (MRI)     | 10è                          |
| 142                          | Maaike Boogaard (NED)        | NP                           |
| 143                          | Anya Louw (AUS)              | 57è                          |
| 144                          | Ilse Pluimers (NED)          | 41è                          |
| 145                          | Maud Rijnbeek (NED)          | 42è                          |

| Cofidis COF | Cofidis COF                   | Cofidis COF |
| ----------- | ----------------------------- | ----------- |
| Núm         | Ciclista                      | Pos         |
| 151         | Victoire Berteau (FRA) (ruta) | 8è          |
| 152         | Alana Castrique (BEL)         | 95è         |
| 153         | Valentine Fortin (FRA)        | 46è         |
| 154         | Sarah Roy (AUS)               | 69è         |
| 155         | Josie Talbot (AUS)            | 59è         |
| 156         | Kirstie van Haaften (NED)     | FC          |

| Lifeplus Wahoo LPW | Lifeplus Wahoo LPW           | Lifeplus Wahoo LPW |
| ------------------ | ---------------------------- | ------------------ |
| Núm                | Ciclista                     | Pos                |
| 161                | Eluned King (GBR)            | 76è                |
| 162                | Kristýna Burlová (CZE)       | 93è                |
| 163                | Alicia González Blanco (ESP) | 49è                |
| 164                | Maddie Leech (GBR)           | 84è                |
| 165                | Kaja Rysz (POL)              | 83è                |
| 166                | Babette van der Wolf (NED)   | 77è                |

| Movistar Team MOV | Movistar Team MOV                     | Movistar Team MOV |
| ----------------- | ------------------------------------- | ----------------- |
| Núm               | Ciclista                              | Pos               |
| 171               | Emma Norsgaard (DEN)                  | DNF               |
| 172               | Aude Biannic (FRA)                    | DNF               |
| 173               | Sheyla Gutiérrez Ruiz (ESP)           | DNF               |
| 174               | Laura Ruiz Pérez (ESP)                | FC                |
| 175               | Lucia Ruiz Pérez (ESP)                | 80è               |
| 176               | Arlenis Sierra Cañadilla (CUB) (ruta) | 18è               |

| Arkéa-B&B Hotels Women ARK | Arkéa-B&B Hotels Women ARK    | Arkéa-B&B Hotels Women ARK |
| -------------------------- | ----------------------------- | -------------------------- |
| Núm                        | Ciclista                      | Pos                        |
| 181                        | Marie Morgane le Deunff (FRA) | DNF                        |
| 182                        | Danielle De Francesco (AUS)   | FC                         |
| 183                        | Emilia Fahlin (SWE) (ruta)    | DNF                        |
| 184                        | Amandine Fouquenet (FRA)      | 55è                        |
| 185                        | Anaïs Morichon (FRA)          | DNF                        |
| 186                        | Maurène Trégouët (FRA)        | DNF                        |

| VolkerWessels VWT | VolkerWessels VWT       | VolkerWessels VWT |
| ----------------- | ----------------------- | ----------------- |
| Núm               | Ciclista                | Pos               |
| 191               | Femke Beuling (NED)     | FC                |
| 192               | Meis Poland (NED)       | FC                |
| 193               | Scarlett Souren (NED)   | 52è               |
| 194               | Lisa Van Helvoirt (NED) | DNF               |
| 195               | Sofie van Rooijen (NED) | 51è               |
| 196               | Marith Vanhove (BEL)    | FC                |

| Roland CGS | Roland CGS                   | Roland CGS |
| ---------- | ---------------------------- | ---------- |
| Núm        | Ciclista                     | Pos        |
| 201        | Maggie Coles-Lyster (CAN)    | DNF        |
| 202        | Sofia Collinelli (ITA)       | FC         |
| 203        | Nathalie Eklund (SWE)        | DNF        |
| 204        | Nguyễn Thị Thật (VIE) (ruta) | DNF        |
| 205        | Sylvie Swinkels (NED)        | FC         |
| 206        | Giorgia Vettorello (ITA)     | FC         |

| Winspace WIN | Winspace WIN             | Winspace WIN |
| ------------ | ------------------------ | ------------ |
| Núm          | Ciclista                 | Pos          |
| 211          | Constance Valentin (FRA) | 91è          |
| 212          | Julia Aubry (FRA)        | DNF          |
| 213          | Floraine Bernard (FRA)   | FC           |
| 214          | Aurela Nerlo (POL)       | FC           |
| 215          | Tang Xin (CHN)           | FC           |
| 216          | Luyao Zeng (CHN)         |              |

| Team Coop-Repsol HPU | Team Coop-Repsol HPU    | Team Coop-Repsol HPU |
| -------------------- | ----------------------- | -------------------- |
| Núm                  | Ciclista                | Pos                  |
| 221                  | April Tacey (GBR)       | 72è                  |
| 222                  | Camilla Ranes Bye (NOR) | 37è                  |
| 223                  | Monica Greenwood (GBR)  | 78è                  |
| 224                  | Stina Kagevi (SWE)      | FC                   |
| 225                  | Aidi Gerde Tuisk (EST)  | FC                   |
| 226                  | Eline Van Rooijen (NED) | 71è                  |

| Team Komugi-Grand Est GEK | Team Komugi-Grand Est GEK | Team Komugi-Grand Est GEK |
| ------------------------- | ------------------------- | ------------------------- |
| Núm                       | Ciclista                  | Pos                       |
| 231                       | Laury Milette (CAN)       | 75è                       |
| 232                       | Fabienne Buri (SUI)       | FC                        |
| 233                       | Victoire Joncheray (FRA)  | FC                        |
| 234                       | Eliska Kvasnickova (CZE)  | 92è                       |
| 235                       | Silvia Magri (ITA)        | FC                        |
| 236                       | Josephine Peloquin (CAN)  | FC                        |